# 北麓河
北麓河，是中国长江流域的一条河流，汇入通天河，属于长江源水系。河长207千米，流域面积7994平方千米，年均流量21立方米每秒。自然落差613米。水能理论蕴藏量1万千瓦。